# La Vacheresse-et-la-Rouillie
La Vacheresse-et-la-Rouillie – miejscowość i gmina we Francji, w regionie Grand Est, w departamencie Wogezy.
Według danych na rok 1990 gminę zamieszkiwało 147 osób, a gęstość zaludnienia wynosiła 16 osób/km² (wśród 2335 gmin Lotaryngii La Vacheresse-et-la-Rouillie plasuje się na 898. miejscu pod względem liczby ludności, natomiast pod względem powierzchni na miejscu 654.).